# Yoshida Masaya
Yoshida Masaya (sinh ngày 10 tháng 10 năm 1996) là một cầu thủ bóng đá người Nhật Bản.

## Sự nghiệp câu lạc bộ
Yoshida Masaya hiện đang chơi cho Thespakusatsu Gunma.